# Challenge de France féminin 2003/04
Der Wettbewerb um den Challenge de France féminin in der Saison 2003/04 war die dritte Ausspielung des französischen Fußballpokals für Frauenmannschaften. Die Teilnahme war nur für die Frauschaften der ersten und zweiten Liga verpflichtend.
Titelverteidiger war der FC Lyon, der den Pokal in diesem Jahr erneut gewann; Lyon stand somit in allen drei bisherigen Endspielen, von denen die Frauen nur das erste verloren hatten. Für die unterlegenen Finalistinnen von USCCO Compiègne war es die erste Teilnahme an einem Endspiel um den französischen Pokal für Frauenteams.
Der Wettbewerb wurde nach dem klassischen Pokalmodus ausgetragen; das heißt insbesondere, dass die jeweiligen Spielpaarungen ohne Setzlisten oder eine leistungsmäßige beziehungsweise – ab dem Achtelfinale – regionale Vorsortierung der Vereine aus sämtlichen noch im Wettbewerb befindlichen Klubs ausgelost wurden und lediglich ein Spiel ausgetragen wurde, an dessen Ende ein Sieger feststehen musste (und sei es durch ein Elfmeterschießen – eine Verlängerung bei unentschiedenem Stand nach 90 Minuten war nicht vorgesehen), der sich dann für die nächste Runde qualifizierte, während der Verlierer ausschied. Auch das Heimrecht wurde für jede Begegnung durch das Los ermittelt – mit Ausnahme des Finales, das auf neutralem Platz an jährlich wechselnden Orten stattfand –, jedoch mit der Einschränkung, dass Klubs, die gegen eine mindestens zwei Ligastufen höher spielende Elf anzutreten haben, automatisch Heimrecht bekamen.
Nach Abschluss der von den regionalen Untergliederungen des Landesverbands FFF organisierten Qualifikationsrunden griffen im Sechzehntelfinale elf der zwölf Erstligisten in den Wettbewerb ein – die einzige Ausnahme war der CNFE Clairefontaine, dem die FFF mit einer Ausnahmegenehmigung die Teilnahme an der Landesmeisterschaft, nicht jedoch diejenige am Pokalwettbewerb erlaubte. Hintergrund für diese ambivalente Haltung war auch der Druck seitens etlicher zweitklassiger Klubs, denen dieses Team ohnedies bereits einen Platz im Ligabetrieb blockierte.

## Sechzehntelfinale
Spiele am 14. März 2004. Die Vereine der beiden höchsten Ligen sind mit D1 bzw. D2 gekennzeichnet.
| - FC Tours (D2) – Stade Saint-Brieuc (D1) 3:4 - Celtic Marseille – HSC Montpellier (D1) 0:1 - FC Nivolet – FC Toulouse (D1) 0:7 - ASF Les Verchers – ASJ Soyaux (D1) 0:3 - OC Saint-Herblain (D2) – CPBB Rennes (D2) 4:0 - COM Bagneux (D2) – SC Schiltigheim (D2) 1:0 - FOS Hem – AC Évreux (D2) 0:2 - ES Vitrolles – FCF Monteux (D2) 1:0 | - Juvisy FCF (D1) – Olympique Saint-Memmie (D1) 4:0 - Entente Saint-Maurice Yssingeaux (D2) – FC Lyon (D1) 0:3 - AS Montigny-le-Bretonneux (D2) – FCF Hénin-Beaumont (D1) 0:2 - FCF Condé-sur-Noireau (D2) – USCCO Compiègne (D1) 0:1 - UC Le Mans – Paris Saint-Germain FC (D1) 1:1 (4:3 i. E.) (a) - EB Saint-Cyr-sur-Loire – ESOF La Roche (D1) 0:2 - FC Vendenheim (D2) – Racing Besançon 2:2 (5:6 i. E.) - Racing Flacé-lès-Mâcon – VGA Saint-Maur 3:3 (3:1 i. E.) |

## Achtelfinale
Spiele am 11. April 2004
| - FCF Hénin-Beaumont (D1) – Juvisy FCF (D1) 0:3 - ASJ Soyaux (D1) – OC Saint-Herblain (D2) 4:3 - FC Lyon (D1) – COM Bagneux (D2) 1:0 - ES Vitrolles – Paris Saint-Germain FC (D1) 1:2 | - FC Toulouse (D1) – HSC Montpellier (D1) 2:2 (3:2 i. E.) - ESOF La Roche (D1) – USCCO Compiègne (D1) 0:0 (2:3 i. E.) - AC Évreux (D2) – Stade Saint-Brieuc (D1) 1:1 (5:4 i. E.) - Racing Besançon – Racing Flacé-lès-Mâcon 7:1 |

## Viertelfinale
Spiele am 25. April, eine Begegnung am 2. Mai 2004
| - AC Évreux (D2) – FC Lyon (D1) 1:3 - Racing Besançon – Juvisy FCF (D1) 3:2 | - FC Toulouse (D1) – ASJ Soyaux (D1) 1:0 - USCCO Compiègne (D1) – Paris Saint-Germain FC (D1) 0:0 (6:5 i. E.) |

## Halbfinale
Spiele am 20. Mai 2004
| - FC Toulouse (D1) – FC Lyon (D1) 2:5 | - Racing Besançon – USCCO Compiègne (D1) 1:1 (2:4 i. E.) |

## Finale
Spiel am 12. Juni 2004 im Stade Alexandre-Cueille von Tulle vor 250 Zuschauern
- FC Lyon – USCCO Compiègne 2:0 (1:0)

### Aufstellungen
Lyon: Aurore Pegaz – Floriane Chevreton, Cécile Locatelli , Aurore Giraud, Sandrine Dusang (Anne-Laure Perrot, 75.) – Delphine Blanc (Cécilia Josserand, 83.), Carole Granjon, Marianne Grangeon, Ludivine Bruet – Claire Morel, Sandrine Brétigny, (Séverine Creuzet-Laplantes, 68.)
Trainer: Farid Benstiti
Compiègne: Nelly Mutnik – Vanessa Mellarini, Delphine Boitellel , Erszébet Milassin, Cécile Beauvais – Caroline Vandenhove Tellier, Aurélie Hernas (Anaëlle Marme, 62.), Alexandra Naessens, Sandrine Gugenheim (Christelle Papin, 75.) – Palmira Silva (Armelle Lago, 69.), Marine Laignier
Trainer: Marc Grubski
Schiedsrichterin: Karine Vives Solana

### Tore
1:0 Sandrine Brétigny (20.)

 2:0 Delphine Boitelle (52., Eigentor)

## Besonderes
Mit zwei der vier Teams im Halbfinale konnte nicht unbedingt gerechnet werden: Compiègne war zwar Erstdivisionär, stand aber zu diesem Zeitpunkt bereits als Absteiger fest und hatte sich in den beiden vorangegangenen Pokalrunden jeweils nur im Elfmeterschießen durchsetzen können. Und Besançon spielte sogar nur in einer regionalen Gruppe der dritthöchsten Ligenstufe, hatte aber zuvor schon einen Erst- (Juvisy) und einen Zweitligisten (Vendenheim) ausgeschaltet. Zudem war es bei den beiden vorangehenden Austragungen der Coupe de France überhaupt noch keiner Frauschaft, die nicht der Division 1 angehörte, gelungen, so weit vorzustoßen. Im Aufeinandertreffen dieser beiden Außenseiter benötigten die ligahöheren Frauen erneut die Entscheidung per Strafstoßschießen, um sich für das Endspiel zu qualifizieren.